# 24 april
24 april is de 114de dag van het jaar (115de dag in een schrikkeljaar) in de gregoriaanse kalender. Hierna volgen nog 251 dagen tot het einde van het jaar.

## Gebeurtenissen
- Algemeen
  - 1961 - Nederland - In het kader van het Deltaplan wordt het Veerse Gat gedicht.
  - 1975 - De Rote Armee Fraktion bezet de West-Duitse ambassade in Stockholm.
  - 1993 - Een IRA-bom richt verwoestingen aan in de binnenstad van Londen.
  - 1994 - De Britse koningin Elizabeth neemt haar enige dochter, prinses Anne, op in de Orde van de Kouseband, de hoogste Britse ridderorde.
  - 2011 - Een 23-jarige onervaren Bulgaarse automobilist veroorzaakt in Simeonovgrad een auto-ongeluk waarbij zes voetgangers om het leven komen.
  - 2013 - In Bangladesh stort een industrieel complex in; meer dan duizend mensen komen om.
  - 2016 - Een F-16-gevechtstoestel van de Noorse luchtmacht neemt tijdens een trainingssessie per abuis een verkeerstoren onder vuur op het onbewoonde eiland Tarva. De drie aanwezige luchtmachtofficieren blijven ongedeerd.
- Oorlog
  - 1184 v.Chr. - De Grieken dringen Troje binnen met het Paard van Troje (legende).
  - 1846 - Begin van de Mexicaans-Amerikaanse Oorlog.
  - 1915 - De Armeense Genocide begint.
  - 1916 - Easter Rising in Ierland.
- Politiek
  - 1478 v.Chr. - Thoetmosis III wordt, onder het regentschap van koningin Hatsjepsoet, gekroond tot farao van Egypte.
  - 1613 - Irokezen en Nederlanders (Jacob Eelckens en Hendrick Christiaenssen) sluiten in Nieuw-Amsterdam een handelsverdrag, dat bezegeld werd met een zilveren ketting en een wampum van respectievelijk Nederlandse en Indiaanse zijde.
  - 1817 - Huwelijk van kroonprins Jozef van Saksen-Altenburg en prinses Amelie van Württemberg in Kirchheim unter Teck.
  - 1854 - In Wenen vindt het huwelijk plaats tussen Elisabeth in Beieren (Sisi) en Frans Jozef I van Oostenrijk.
  - 1918 - In Middelburg wordt de Staatkundig Gereformeerde Partij (SGP) opgericht.
  - 1963 - Het Verdrag van Wenen inzake consulair verkeer wordt aangenomen.
  - 1990 - In een boodschap aan de natie kondigt Mobutu aan dat in Zaïre het meerpartijenstelsel wordt ingevoerd. In een eerste fase zullen drie partijen worden toegestaan.
  - 1992 - De militaire junta van Birma deelt mee dat alle politieke gevangenen die "geen bedreiging voor de veiligheid vormen" binnen zes maanden worden vrijgelaten.
  - 1998 - Publieke executie in Rwanda van 22 gevangenen die zijn veroordeeld vanwege genocide.
  - 2002 - De nieuwe UNMIK-chef, de Duitser Michael Steiner, kondigt in een vergadering van de Veiligheidsraad aan dat hij concrete doelen zal formuleren om Kosovo beter bestuur, degelijke democratie, bescherming van minderheden en consolidatie van de rechtsorde bij te brengen.
  - 2004 - Trouwdag van prins Friso en Mabel Wisse Smit. Omdat er geen toestemmingwet werd ingediend, is Johan Friso geen lid meer van het Koninklijk huis.
  - 2017 - Bij demonstraties tegen de regering van president Nicolás Maduro vallen drie doden in Venezuela.
  - 2022 - Emmanuel Macron blijft president van Frankrijk, hij wint de verkiezingen van Marine Le Pen.[1]
- Religie
  - 1585 - Kardinaal Felice Peretti Montalto wordt gekozen tot Paus Sixtus V.
  - 1994 - Zaligverklaring van de Congolese martelaar Isidore Bakanja (ca. 1887-1909) en twee Italiaanse vrouwen, Elisabeth Canori Mora (1774-1825) en Gianna Beretta Molla (1922-1962) in Rome door Paus Johannes Paulus II.
  - 2005 - Kardinaal Joseph Ratzinger wordt ingehuldigd als de 265e paus van de Rooms-Katholieke Kerk met de naam Paus Benedictus XVI.
- Sport
  - 1907 - Oprichting van de Egyptische voetbalclub Al-Ahly.
  - 1962 - Luis Nicolao scherpt in Rio de Janeiro het wereldrecord op de 100 meter vlinderslag aan tot 58,4.
  - 1982 - De Nederlandse wielrenner Jan Raas wint voor de vierde keer de klassieker Amstel Gold Race.
  - 1993 - Rolf Järmann wint de 28e editie van Nederlands enige wielerklassieker, de Amstel Gold Race.
  - 1999 - Michael Boogerd wint de 34e editie van Nederlands enige wielerklassieker, de Amstel Gold Race.
  - 2006 - De in Nederland geboren Mbark Boussoufa van KAA Gent wint voor de eerste keer de Ebbenhouten Schoen als beste voetballer van Afrikaanse afkomst in de Belgische Jupiler Pro League.
  - 2009 - Voetbalclub VVV-Venlo wordt voor de tweede keer in de clubhistorie kampioen van de Nederlandse Eerste divisie.
  - 2016 - Feyenoord wint haar twaalfde KNVB Beker door in de finale FC Utrecht te verslaan.
  - 2016 - De Nederlander Wout Poels wint wielerklassieker Luik-Bastenaken-Luik.
- Wetenschap en technologie
  - 1961 - Het Zweedse schip de Vasa wordt geborgen.
  - 1970 - De eerste Chinese kunstmatige satelliet Dong Fang Hong 1 wordt gelanceerd waarmee China de 5e natie is die zelf satellieten kan lanceren.[2]
  - 2003 - De oudste ".be"-naamserver wordt uit productie genomen; het apparaat stond sinds 1993 opgesteld in de Katholieke Universiteit Leuven.

## Geboren

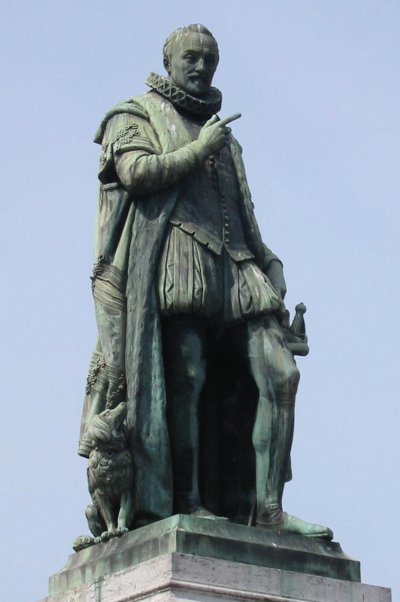
Willem van Oranje
geboren in 1533

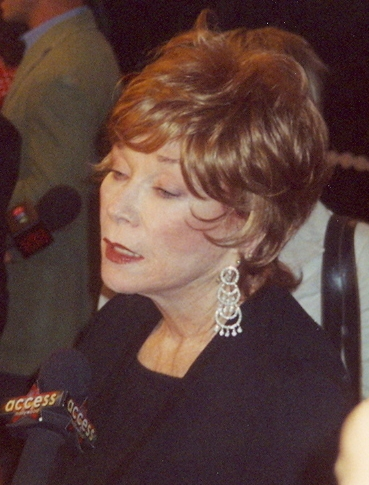
Shirley MacLaine
geboren in 1934

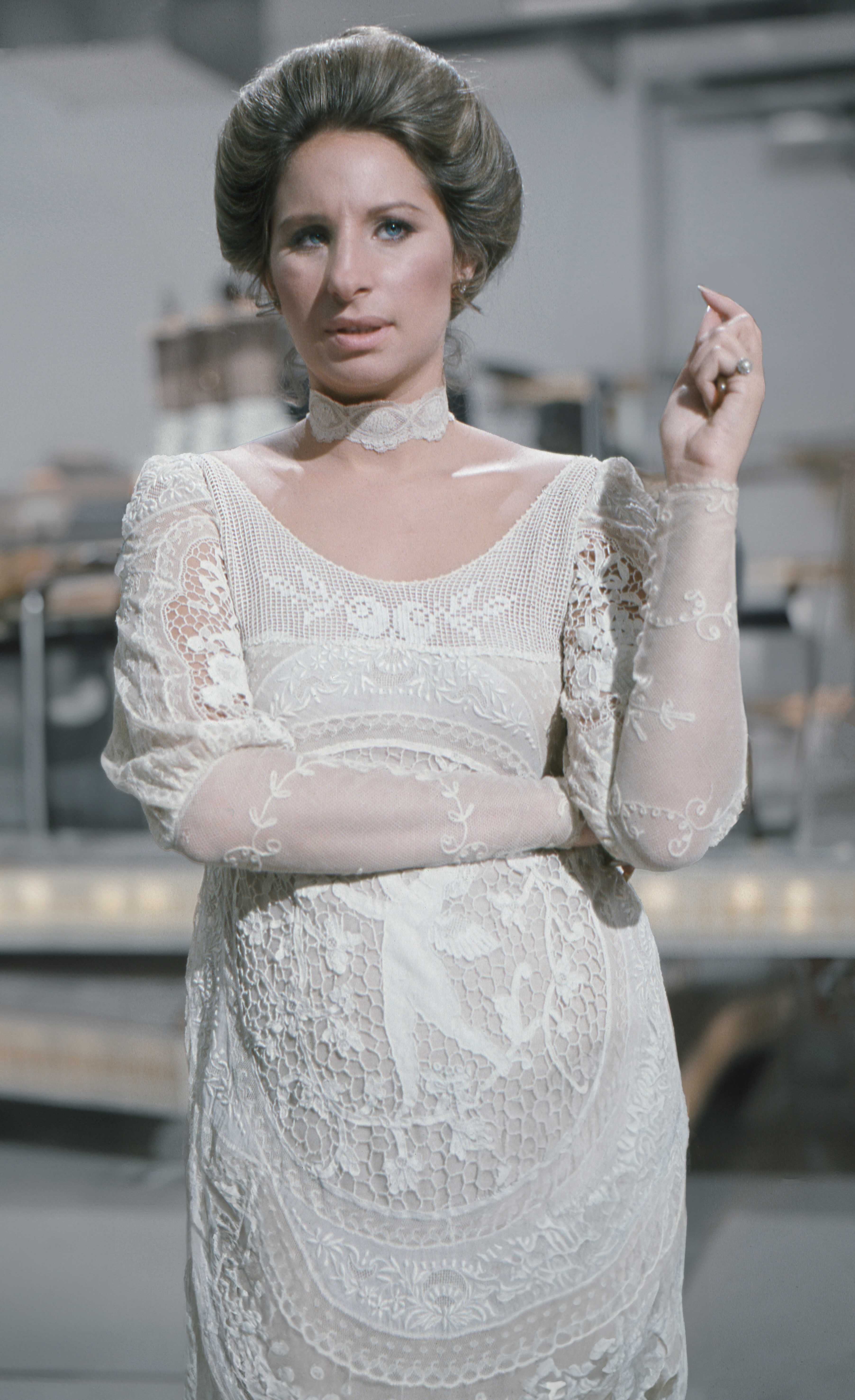
Barbra Streisand
geboren in 1942

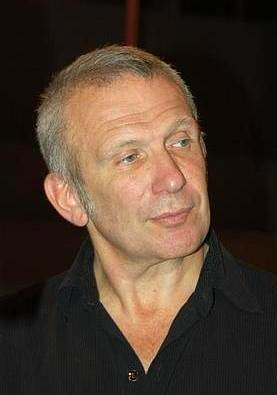
Jean-Paul Gaultier
geboren in 1952

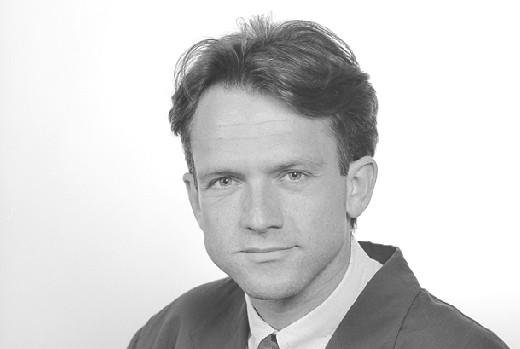
Jaap Jongbloed
geboren in 1955

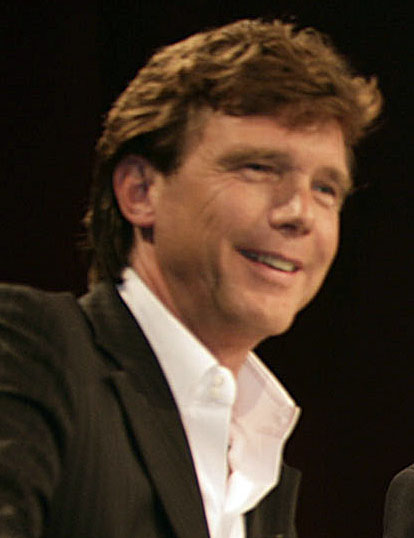
John de Mol
geboren in 1955

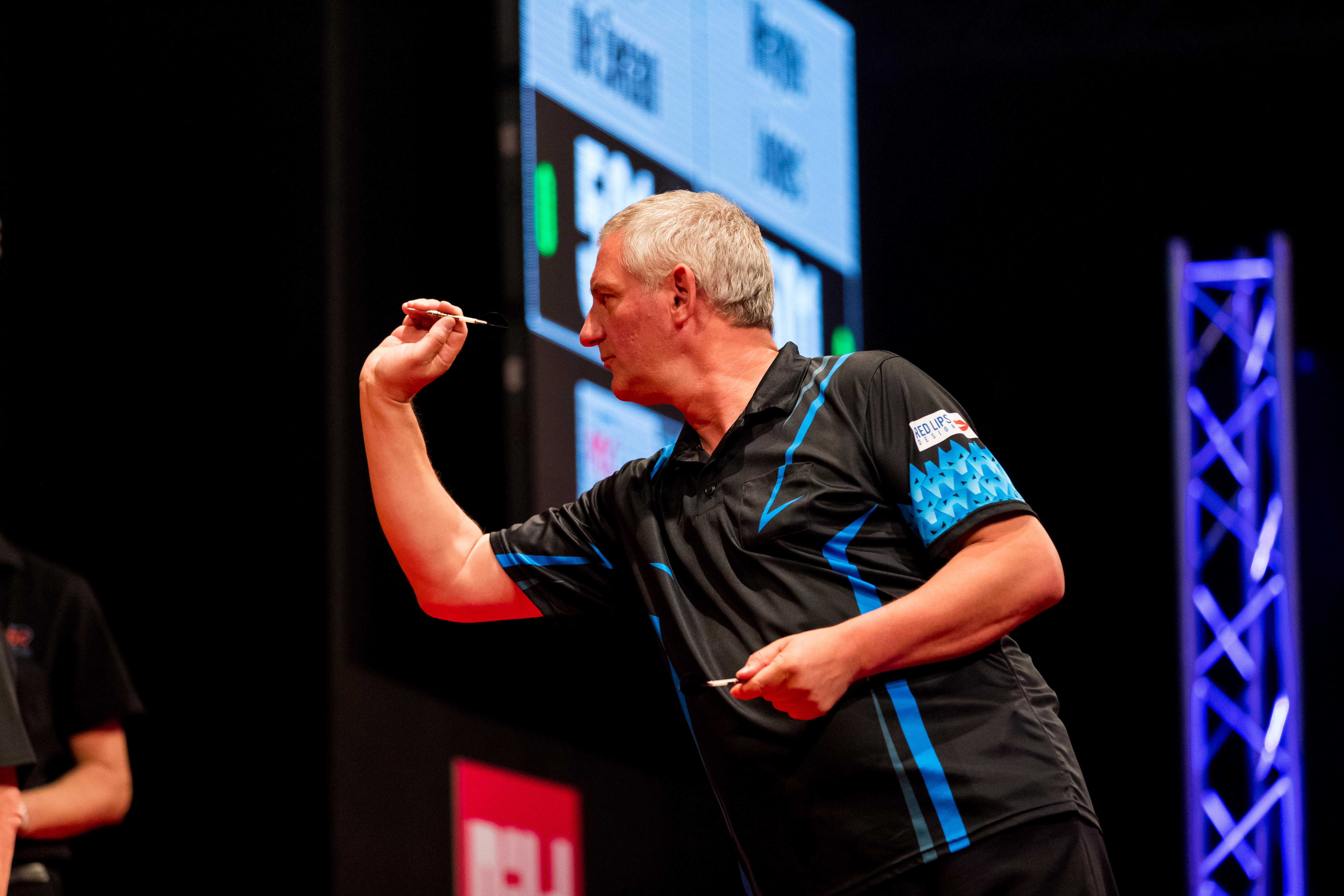
Wayne Jones
geboren in 1965

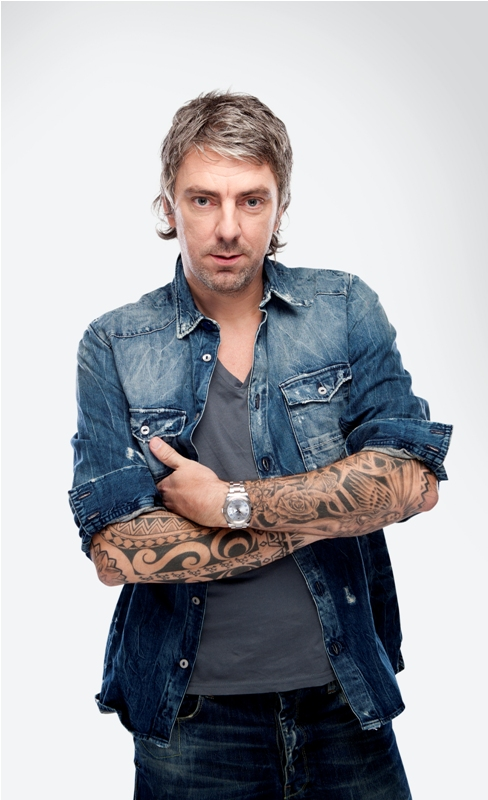
Ruud de Wild
geboren in 1969

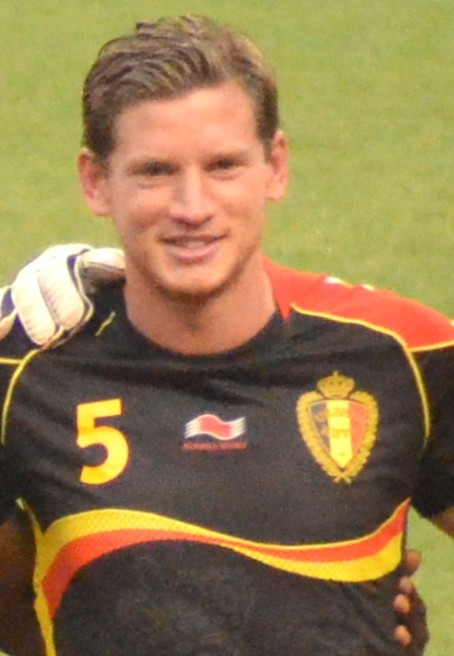
Jan Vertonghen
geboren in 1987

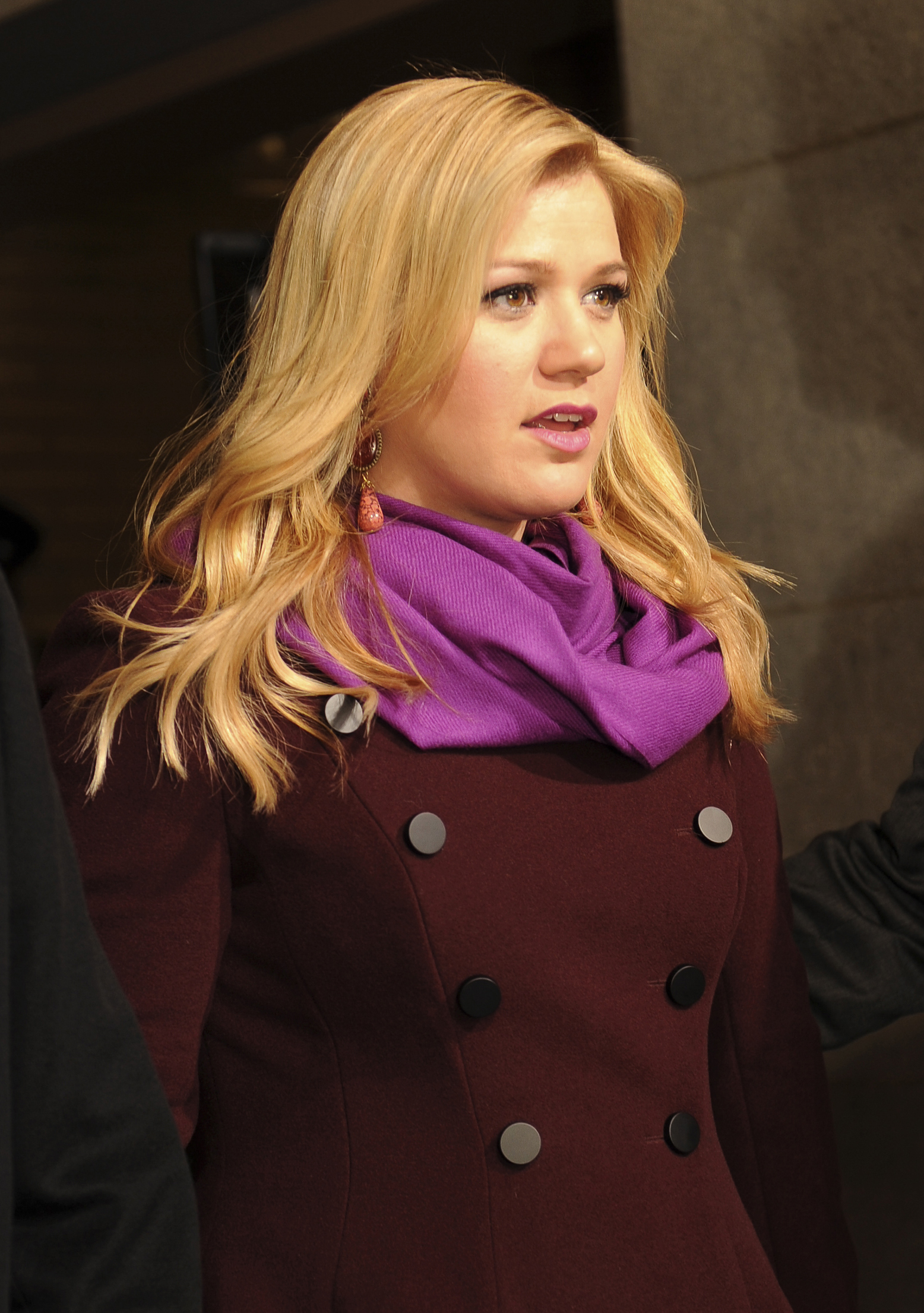
Kelly Clarkson
geboren in 1982

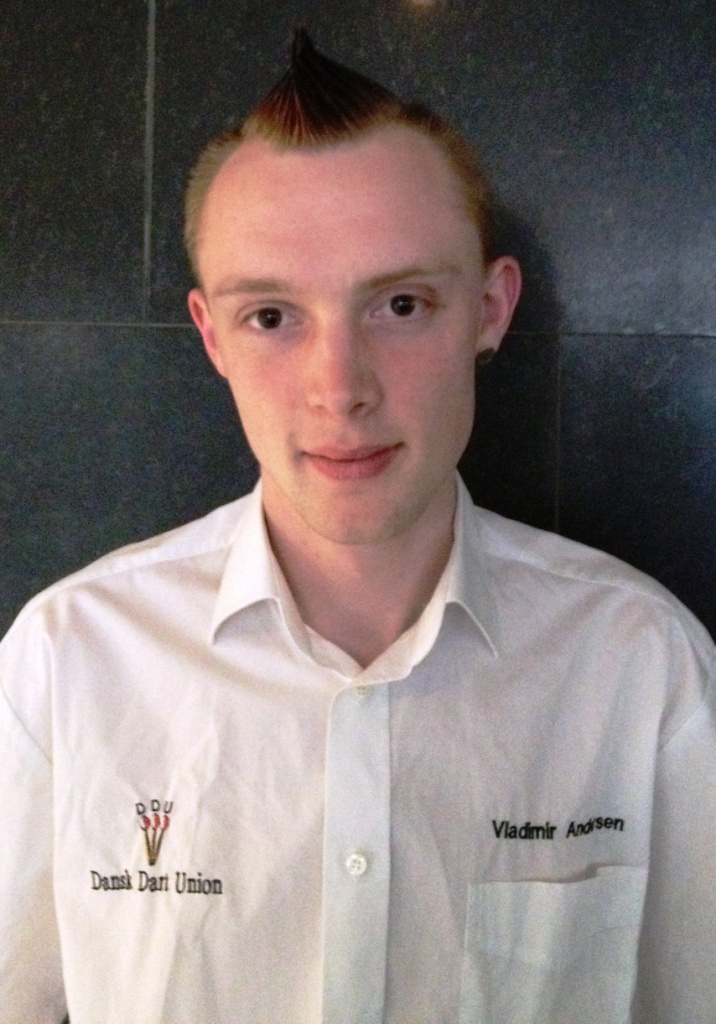
Vladimir Andersen
geboren in 1989

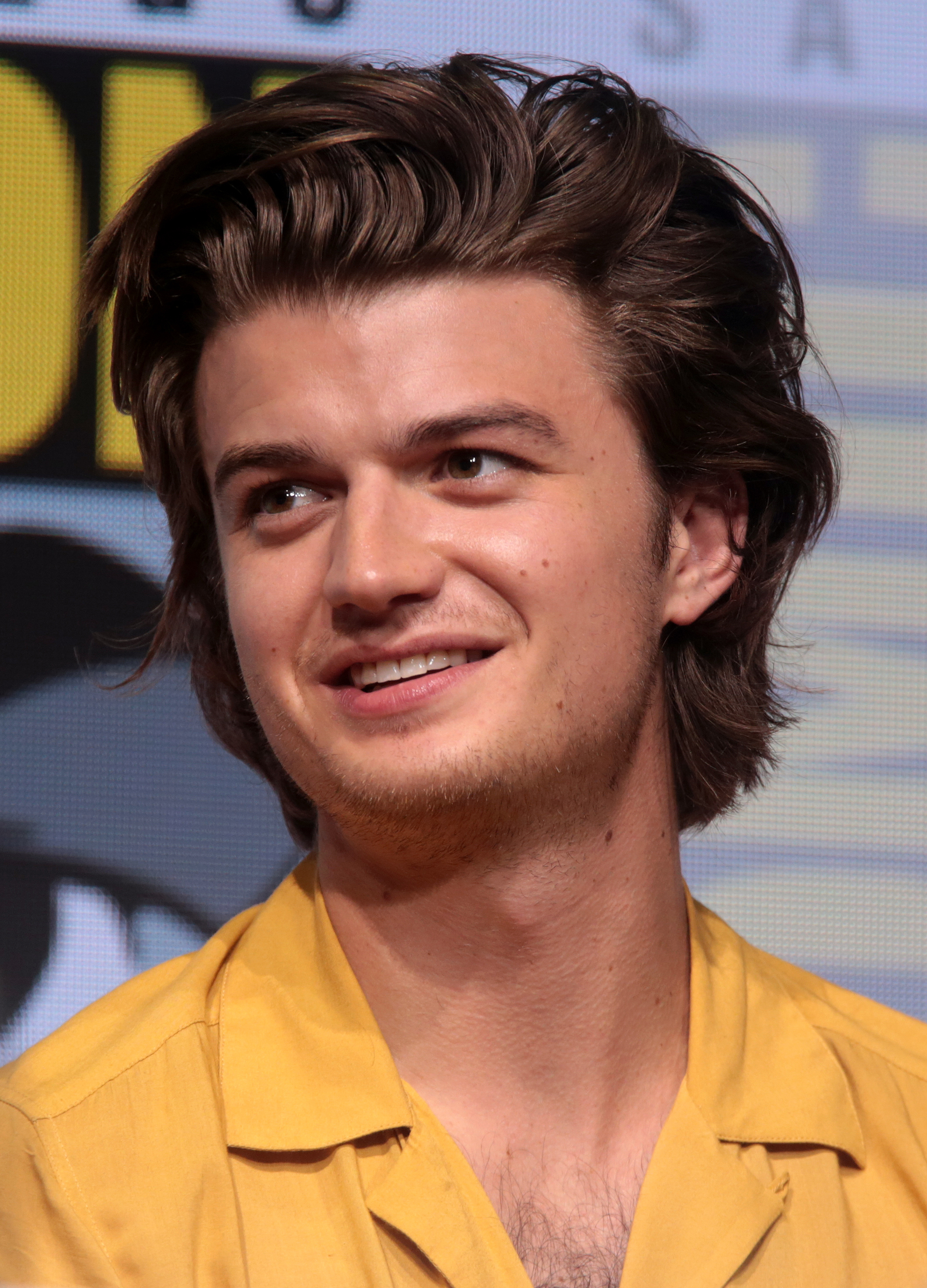
Joe Keery
geboren in 1992

- 1413 - Johan IV van Monferrato, markgraaf van Monferrato (overleden 1464)
- 1533 - Prins Willem van Oranje (Willem de Zwijger) (overleden in 1584)
- 1538 - Guglielmo I Gonzaga, markgraaf van Monferrato (overleden 1587)
- 1575 - Jakob Böhme, Duits filosoof en theoloog (overleden 1624)
- 1581 - Vincentius a Paulo, Frans heilige (overleden in 1660)
- 1706 - Padre Martini, Italiaans componist (overleden 1784)
- 1743 - Edmund Cartwright, Brits uitvinder (overleden 1823)
- 1750 - Guillaume Anne de Constant Rebecque de Villars, Nederlands generaal (overleden 1832)
- 1750 - Simon Antoine Jean LHuillier, Zwitsers wiskundige (overleden 1840)
- 1768 - Matthieu Frédéric Blasius, Frans componist (overleden 1829)
- 1773 - Herman Muntinghe, Nederlands bestuursambtenaar in Nederlands-Indië (overleden 1827)
- 1776 - Robert-Aglaé Cauchoix, Frans opticien en instrumentmaker (overleden 1845)
- 1777 - Clementine van Oostenrijk, aartshertogin van Oostenrijk (overleden 1801)
- 1793 - Frans Alexander van Rappard, Nederlands ambtenaar (overleden 1867)
- 1812 - Walthère Frère-Orban, Belgisch politicus (overleden 1896)
- 1815 - Anthony Trollope, Engels schrijver (overleden 1882)
- 1823 - Sebastián Lerdo de Tejada, president van Mexico (1872-1876) (overleden 1893)
- 1828 - Johannes Godefridus Frederiks, Nederlands schrijver (overleden 1896)
- 1837 - Louis Canivez, Belgisch componist en dirigent (overleden 1911)
- 1838 - Jules Levy, Brits-Amerikaans componist (overleden 1903)
- 1839 - Jac. de Jong, Nederlands fluitist (overleden 1912)
- 1840 - Theodoor Philip Mackay, Nederlands politicus (overleden 1922)
- 1856 - Philippe Pétain, Frans militair en politicus (overleden 1951)
- 1864 - George August Alexander Alting von Geusau, Nederlands politicus (overleden 1937)
- 1866 - Frans Coenen, Nederlands schrijver (overleden 1936)
- 1873 - Theodor Körner, Bondspresident van Oostenrijk (overleden 1957)
- 1876 - Erich Raeder, Duits admiraal (overleden 1960)
- 1878 - Bernard F. Eilers, Nederlands fotograaf (overleden 1951)
- 1879 - Max-Léo Gérard, Belgisch politicus (overleden 1955)
- 1880 - Gideon Sundback, Zweeds-Amerikaans uitvinder (overleden 1954)
- 1882 - Hugh Dowding, Brits generaal (overleden 1970)
- 1883 - Gaston Martens, Belgisch toneelschrijver en atleet (overleden 1967)
- 1885 - Louis Jean Marie Feber, Nederlands politicus en schrijver (overleden 1963)
- 1886 - Corry Italiaander, Nederlands acteur (overleden 1971)
- 1889 - Richard Stafford Cripps, Brits politicus (overleden 1952)
- 1890 - Andries Blitz, Nederlands uitgever (overleden 1942)
- 1892 - Albert Mayer, Duits militair (overleden 1914)
- 1897 - Manuel Ávila Camacho, Mexicaans president (overleden 1955)
- 1903 - José Antonio Primo de Rivera, Spaans fascist (overleden 1936)
- 1904 - Willem de Kooning, Nederlands-Amerikaans schilder (overleden 1997)
- 1906 - William Joyce, Brits radiopresentator (overleden 1946)
- 1907 - Václav Trojan, Tsjechisch componist en dirigent (overleden 1983)
- 1908 - Inga Gentzel, Zweeds atlete (overleden 1991)
- 1908 - Józef Gosławski, Pools beeldhouwer, en medaille-ontwerper (overleden 1963)
- 1909 - Bernhard Grzimek, Duits bioloog (overleden 1987)
- 1912 - Enny Meunier, Nederlands actrice (overleden 1996)
- 1913 - Dieter Grau, Duits wetenschapper (overleden 2014)
- 1913 - Jan Verbeeck, Belgisch operazanger (overleden 2005)
- 1914 - Loe de Jong, Nederlands historicus (overleden 2005)
- 1914 - Li Zuopeng, Chinees politicus (overleden 2009)
- 1915 - Mien van Bree, Nederlands wielrenster (overleden 1983)
- 1916 - Arie Addicks, Nederlands verzetsstrijder (overleden 1941)
- 1917 - Pieter d'Hont, Nederlands beeldhouwer (overleden 1997)
- 1919 - Glafkos Klerides, Cypriotisch politicus (overleden 2013)
- 1919 - César Manrique, Spaans architect, kunstschilder en beeldhouwer (overleden 1992)
- 1919 - Axel von dem Bussche, Duits militair (overleden 1993)
- 1920 - Jacques Lancelot, Frans klarinettist (overleden 2009)
- 1920 - Sieto Mellema, Nederlands ruiter en burgemeester (overleden 2012)
- 1921 - Oscar Debunne, Belgisch politicus (overleden 2006)
- 1922 - Aaron Bell, Amerikaans jazzbassist (overleden 2003)
- 1922 - Aaldert Wapstra, Nederlands natuurkundige en kernfysicus (overleden 2006)
- 1923 - Peter Slabakov, Bulgaars filmacteur en politicus (overleden 2009)
- 1924 - Job Drijber, Nederlands jurist en politicus (overleden 2016)
- 1924 - Clement Freud, Brits schrijver en politicus (overleden 2009)
- 1924 - Johnny Griffin, Amerikaans jazzsaxofonist (overleden 2008)
- 1924 - Victor Hubinon, Belgisch stripauteur (overleden 1979)
- 1926 - Thorbjörn Fälldin, Zweeds politicus (overleden 2016)
- 1927 - Josy Barthel, Luxemburgs atleet en minister (overleden 1992)
- 1927 - Fatty George, Oostenrijks jazzmusicus (overleden 1982)
- 1928 - Ralph Brown, Brits beeldhouwer (overleden 2013)
- 1928 - Tommy Docherty, Schots voetballer en voetbalcoach (overleden 2020)
- 1928 - Lucien Van Acker, Belgisch historicus (overleden 2025)
- 1929 - André Darrigade, Frans wielrenner
- 1930 - Richard Donner, Amerikaans filmregisseur (overleden 2021)
- 1930 - Leen Droppert, Nederlands beeldend kunstenaar (overleden 2022)
- 1930 - Conn Findlay, Amerikaans roeier en zeiler (overleden 2021)
- 1930 - Raul Goco, Filipijns jurist en diplomaat (overleden 2014)
- 1930 - Joeri Levada, Russisch socioloog en politicoloog (overleden 2006)
- 1930 - José Sarney, Braziliaans politicus; president 1985-1990
- 1931 - Janine Delruelle, Belgisch volksvertegenwoordiger (overleden 2022)
- 1931 - Bridget Riley, Brits kunstschilderes
- 1932 - Theo de Boer, Nederlands filosoof (overleden 2021)
- 1932 - Coen Flink, Nederlands acteur (overleden 2000)
- 1933 - Billy Garrett, Amerikaans autocoureur (overleden 1999)
- 1934 - Shirley MacLaine, Amerikaans actrice
- 1934 - Mike Taylor, Brits autocoureur (overleden 2017)
- 1936 - Guillermo Escalada, Uruguayaans voetballer (overleden 2023)
- 1936 - Jill Ireland, Brits actrice (overleden 1990)
- 1937 - Reinhold Joest, Duits autocoureur
- 1938 - Jochgem van Dijk, Nederlands cameraman (overleden 2020)
- 1939 - Christian Breuer, Duits voetballer (overleden 2017)
- 1939 - Herwig Van Hove, Belgisch presentator en voedselkenner
- 1940 - Jos Bergman, Nederlands schilder en acteur
- 1940 - Sue Grafton, Amerikaans schrijfster (overleden 2017)
- 1940 - Michael Parks, Amerikaans acteur en zanger (overleden 2017)
- 1941 - Richard Holbrooke, Amerikaans diplomaat (overleden 2010)
- 1941 - Silvio Moser, Zwitsers autocoureur (overleden 1974)
- 1941 - John Williams, Australisch gitarist
- 1942 - Barbra Streisand, Amerikaans actrice en zangeres
- 1943 - Joop Korebrits, Nederlands voetballer (overleden 2011)
- 1943 - Dick Matena, Nederlands striptekenaar
- 1943 - Camille Paulus, Belgisch advocaat en politicus
- 1945 - Larry Tesler, Amerikaans informaticus (overleden 2020)
- 1946 - Joop Daalmeijer, Nederlands omroepbestuurder en presentator
- 1946 - Benjamin Rawitz-Castel, Israëlisch pianist (overleden 2006)
- 1946 - Eva Šuranová, Tsjecho-Slowaaks atlete (overleden 2016)
- 1947 - Josep Borrell, Spaans politicus
- 1947 - Roger Kornberg, Amerikaans scheikundige en biochemicus
- 1948 - Eddie Hart, Amerikaans atleet
- 1948 - Tony Jefferies, Brits motorcoureur (overleden 2021)
- 1948 - Peter Koene, Nederlands folkmuzikant (overleden 2013)
- 1948 - István Szívós jr., Hongaars waterpolospeler (overleden 2019)
- 1949 - Emile Dewil, Belgisch atleet
- 1949 - Henk Tiesinga, Nederlands politicus en bestuurder (overleden 2023)
- 1951 - Sien Eggers, Belgisch actrice
- 1951 - Evelien Gans, Nederlands historica, publiciste en hoogleraar (overleden 2018)
- 1951 - Rein Groenendaal, Nederlands veldrijder
- 1951 - Enda Kenny, Iers politicus (premier 2011-2017)
- 1952 - Jean Paul Gaultier, Frans modeontwerper
- 1953 - Bino, Italiaans zanger (overleden 2010)
- 1954 - Captain Sensible, Engels zanger en gitarist
- 1955 - Jaap Jongbloed, Nederlands presentator en journalist
- 1955 - John de Mol, Nederlands mediatycoon
- 1955 - Martijn Padding, Nederlands componist en pianist
- 1957 - Patrick Desruelles, Belgisch atleet
- 1957 - Inge Ipenburg, Nederlands actrice
- 1957 - Bamir Topi, Albanees politicus en president
- 1957 - Jehannes Ytsma, Nederlands taalsocioloog (overleden 2005)
- 1959 - Rob Delahaije, Nederlands voetballer
- 1959 - Paula Yates, Brits televisiepresentatrice en fotomodel (overleden 2000)
- 1959 - Glenn Morshower, Amerikaans acteur
- 1960 - Cristel Braak, Nederlands actrice (overleden 2013)
- 1961 - Erik Akerboom, Nederlands topambtenaar en politiefunctionaris
- 1962 - Michael Grenda, Australisch wielrenner
- 1962 - Jack Haegens, Nederlands muzikant
- 1962 - Benn Q. Holm, Deens schrijver
- 1962 - Heike Kemmer, Duits amazone
- 1962 - Stuart Pearce, Engels voetballer en voetbalcoach
- 1963 - Tony Blackplait, Estisch zanger
- 1964 - Cedric the Entertainer, Amerikaans acteur en komiek
- 1964 - Djimon Hounsou, Amerikaans acteur
- 1965 - Fabiano Fontanelli, Italiaans wielrenner
- 1965 - Wayne Jones, Engels darter
- 1965 - Peter Stevenhaagen, Nederlands wielrenner
- 1965 - Steve Trittschuh, Amerikaans voetballer
- 1966 - Alessandro Costacurta, Italiaans voetballer
- 1966 - Mustafa Yücedağ, Turks voetballer (overleden 2020)
- 1967 - Anton Goudsmit, Nederlands jazzgitarist
- 1968 - Aidan Gillen, Iers acteur
- 1968 - Hashim Thaçi, Kosovaars politicus en militair
- 1968 - Mark Vanderloo, Nederlands fotomodel
- 1969 - Melinda Clarke, Amerikaans actrice
- 1969 - Ruud de Wild, Nederlands radio-dj en beeldend kunstenaar
- 1970 - Ingeborg Marx, Belgisch atlete, powerliftster, gewichthefster en wielrenster
- 1971 - Mauro Pawlowski, Belgisch gitarist en zanger
- 1971 - Phil Rogers, Australisch zwemmer
- 1972 - Chipper Jones, Amerikaans honkballer
- 1972 - Jure Košir, Sloveens alpineskiër
- 1972 - Glen Riddersholm, Deens voetbalcoach
- 1972 - Anne Dorthe Tanderup, Deens handbalster
- 1973 - Annemarie Estor, Nederlands dichter
- 1973 - Sachin Tendulkar, Indiaas cricketspeler
- 1973 - Toomas Tohver, Estisch voetballer
- 1973 - Remco van der Veen, Nederlands model en televisiepresentator
- 1973 - Lee Westwood, Engels golfer
- 1974 - Stephen Wiltshire, Brits architecturaal kunstenaar
- 1975 - Raymond Kalla, Kameroens voetballer
- 1975 - Thad Luckinbill, Amerikaans acteur
- 1975 - Tom Omey, Belgisch atleet
- 1975 - Corrado Serina, Italiaans wielrenner
- 1976 - Hedda Berntsen, Noors (freestyle)skiester
- 1976 - Steve Finnan, Iers voetballer
- 1976 - Juan Manuel Gárate, Spaans wielrenner
- 1977 - Eric Balfour, Amerikaans acteur
- 1977 - John van Loenhout, Nederlands voetballer
- 1978 - Gerthein Boersma, Nederlands stand-upcomedian en tekstschrijver
- 1978 - Marcus Brunson, Amerikaans atleet
- 1978 - Jesper Christiansen, Deens voetballer
- 1978 - Marcel Mbayo, Congolees voetballer
- 1978 - Ronny Scholz, Duits wielrenner
- 1978 - Beth Storry, Engels hockeyster
- 1979 - Ronald Brouwer, Nederlands hockeyer
- 1980 - Karen Asrian, Armeens schaker (overleden 2008)
- 1980 - Alejandro Borrajo, Argentijns wielrenner
- 1980 - Catrin Finch, Welsh harpiste en componiste
- 1980 - Jelle van Tongeren, Nederlands jazzviolist
- 1981 - Taylor Dent, Amerikaans tennisser
- 1981 - Thomas Fanara, Frans alpineskiër
- 1982 - Kelly Clarkson, Amerikaans zangeres
- 1982 - David Oliver, Amerikaans atleet
- 1983 - Radosław Cierzniak, Pools voetballer
- 1983 - Hanna Melnitsjenko, Oekraïens atlete
- 1983 - Cyril Théréau, Frans voetballer
- 1983 - Dave Vos, Nederlands voetbaltrainer
- 1983 - Naoki Yuasa, Japans alpineskiër
- 1984 - Jekaterina Abramova, Russisch schaatsster
- 1984 - Jonas Blixt, Zweeds golfer
- 1984 - Ismael Falcón, Spaans voetballer
- 1984 - Marina Nigg, Liechtensteins alpineskiester
- 1985 - Mike Rodgers, Amerikaans atleet
- 1986 - Goran Gogić, Servisch voetballer (overleden 2015)
- 1986 - Dariusz Kuć, Pools atleet
- 1986 - Vitālijs Spasjoņņikovs, Lets voetbalscheidsrechter
- 1987 - Simone Corsi, Italiaans motorcoureur
- 1987 - Sharon Doorson, Nederlands zangeres
- 1987 - Rein Taaramäe, Estisch wielrenner
- 1987 - Jan Vertonghen, Belgisch voetballer
- 1987 - Jeffrey Wammes, Nederlands turner
- 1987 - Ben Howard, Brits zanger
- 1988 - Brecht Capon, Belgisch voetballer
- 1988 - Jey Crisfar, Belgisch acteur
- 1989 - Vladimir Andersen, Deens darter
- 1989 - David Boudia, Amerikaans schoonspringer
- 1990 - Meryem Erdoğan, Ethiopisch/Turks atlete
- 1990 - Rattanin Leenutaphong, Thais autocoureur
- 1990 - Daniel Morad, Canadees autocoureur
- 1991 - Morgan Ciprès, Frans kunstschaatser
- 1992 - Yuki Kobayashi, Japans voetballer
- 1992 - Pavel Krotov, Russisch freestyleskiër (overleden 2023)
- 1992 - Jamile Samuel, Nederlands atlete
- 1992 - Mathias Vergels, Belgisch acteur
- 1992 - Joe Keery, Amerikaans acteur
- 1994 - Caspar Lee, Zuid-Afrikaans vlogger en acteur
- 1995 - Erika Seltenreich-Hodgson, Canadees zwemster
- 1995 - Kehlani, Amerikaans singer-songwriter
- 1996 - Ashleigh Barty, Australisch tennisster
- 1996 - Jack Byrne, Iers voetballer
- 1996 - Anna Hopkin, Brits zwemster
- 1996 - Ukyo Sasahara, Japans autocoureur
- 1997 - Lydia Ko, Nieuw-Zeelands golfer
- 1997 - Tim van Rijthoven, Nederlands tennisspeler
- 1998 - Ryan Newman, Amerikaans actrice
- 1998 - Hanna Obbeek, Nederlands jeugdactrice
- 2002 - Luca Papp, Hongaars voetbalster
- 2003 - Julia Wattilete, Nederlands voetbalster
- 2004 - Joni Paliama, Nederlands voetbalster
- 2004 - Noa de Vos, Nederlands volleybalster
- 2006 - Sophie van Vugt, Nederlands voetbalster
- 2007 - Estêvão, Braziliaans voetballer
- 2009 - Claudia Scheunemann, Indonesisch voetbalster

## Overleden

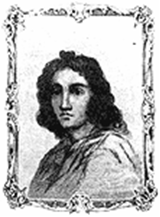
François Vatel
overleden in 1671

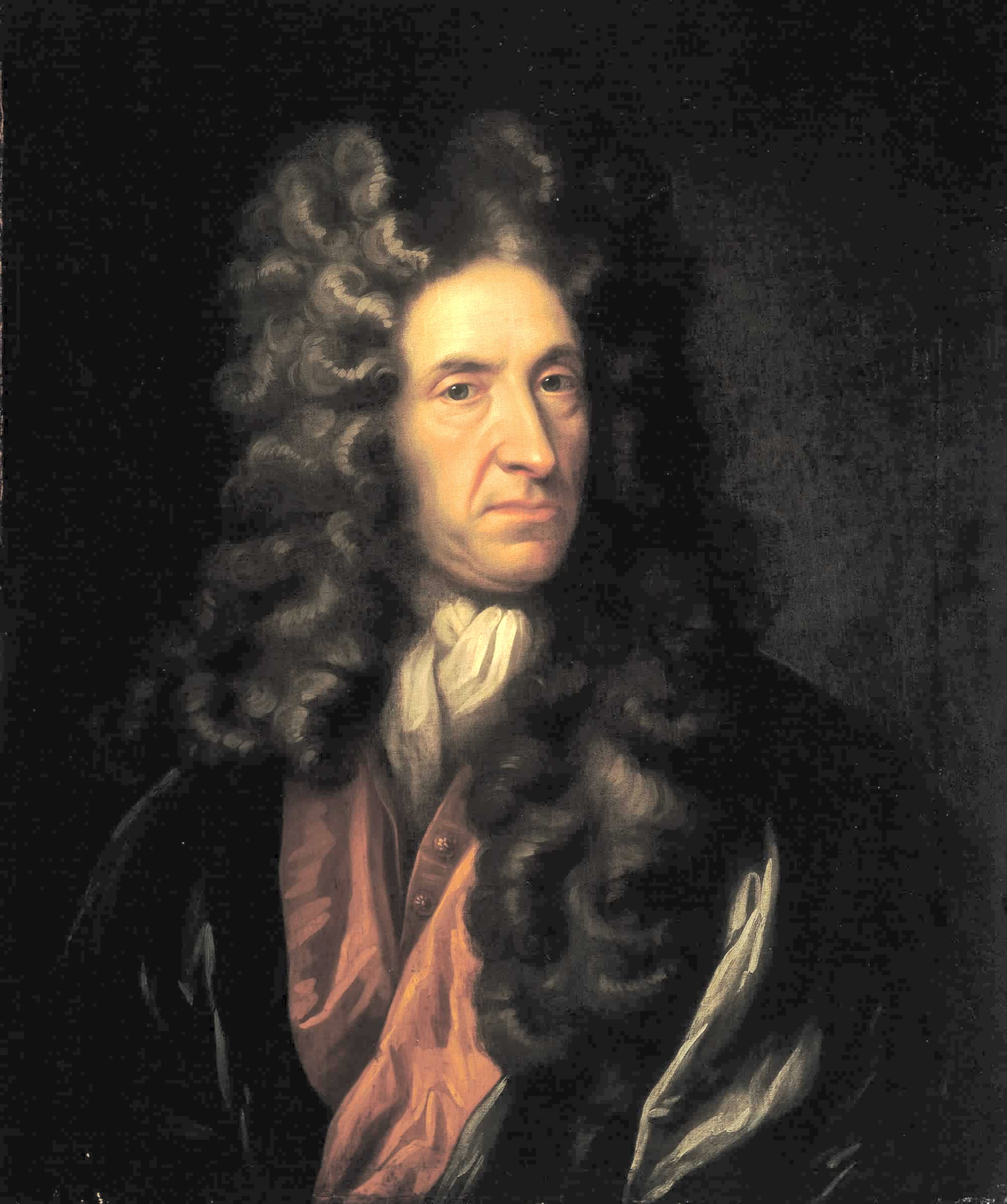
Daniel Defoe
overleden in 1731

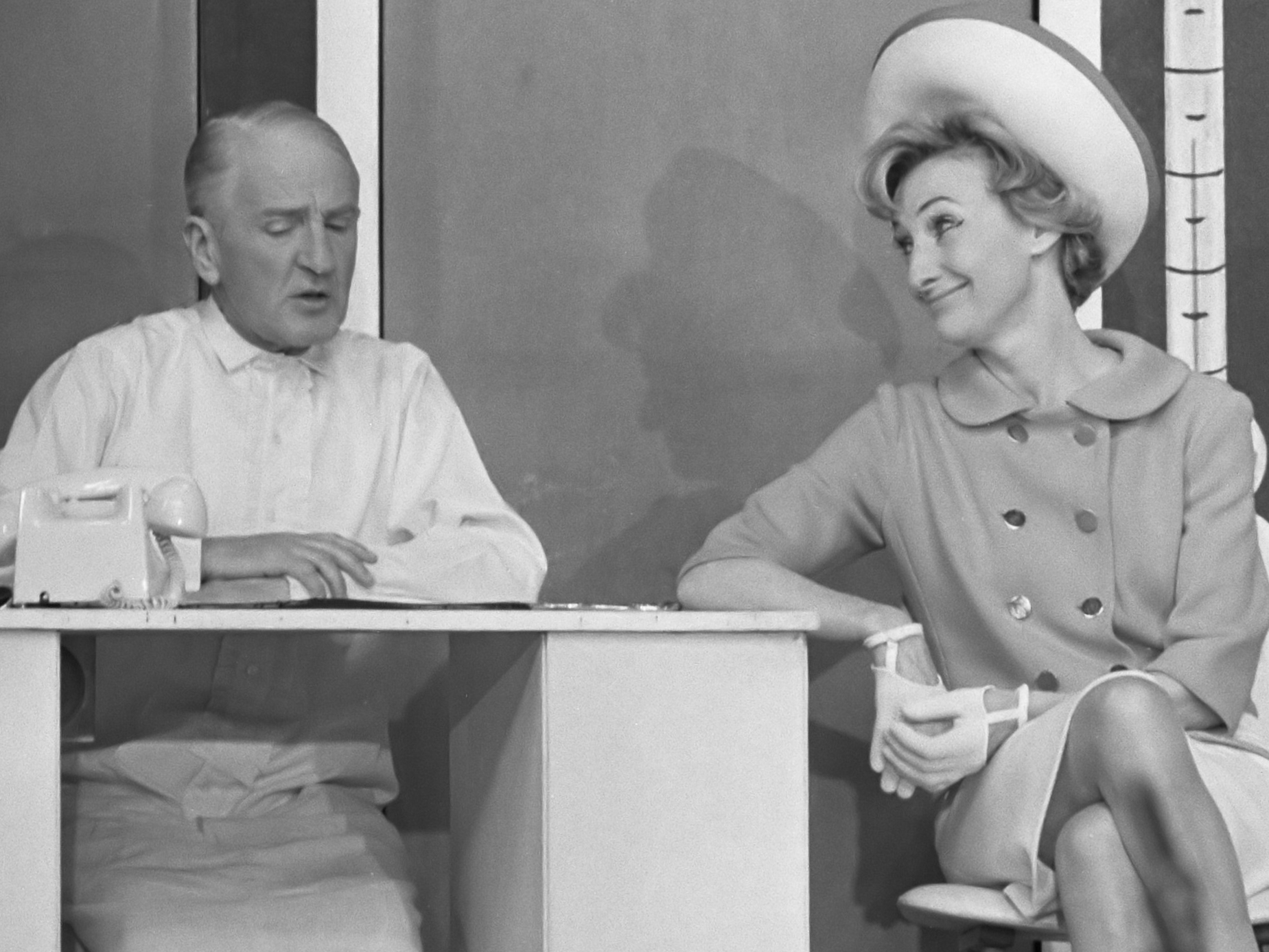
Aase Rasmussen (r)
overleden in 2012

- 709 - Wilfrid van York (ong. 75), Engels bisschop
- 1112 - Hendrik van Bourgondië, Graaf van Portugal
- 1196 - Béla III van Hongarije, Koning van Hongarije
- 1338 - Theodoor I van Monferrato, markgraaf van Monferrato
- 1671 - François Vatel (40), Frans maitre d'hotel en intendant
- 1731 - Daniel Defoe (ca. 71), Engels schrijver
- 1736 - Eugenius van Savoye (72), Landvoogd van de Zuidelijke Nederlanden
- 1760 - Michele Mascitti, Italiaans componist en violist
- 1827 - Israel Pickens (47), Amerikaans politicus
- 1836 - Firmin Didot (62), Frans letterontwerper
- 1848 - François Van Campenhout (69), Belgisch componist
- 1852 - Leopold van Baden (61), Groothertog van Baden
- 1854 - Gabriele Rossetti (71), Italiaans/Engels dichter en geleerde
- 1868 - Lamert Allard te Winkel (58), Nederlands taalkundige
- 1873 - Adolf zu Hohenlohe-Ingelfingen (76), Minister-president van Pruisen
- 1891 - Karel Anton Rombach (78), Nederlands politicus
- 1891 - Helmuth Karl Bernhard von Moltke (90), Pruisisch generaal-veldmaarschalk
- 1907 - Idzerd Frans van Humalda van Eysinga (64), Nederlands politicus
- 1908 - Jacob Duyvis (75), Nederlands politicus
- 1912 - Jac. de Jong (73), Nederlands fluitist
- 1912 - Tjeerd van der Zee (72), Nederlands politicus
- 1913 - Vsevolod Abramovitsj (22), Russisch luchtvaartpionier
- 1915 - Jan van Gilse (71), Nederlands politicus
- 1923 - Willem Ernst van Saksen-Weimar-Eisenach (46), laatste groothertog
- 1924 - Ferdinand Arnodin (78), Frans architect
- 1924 - Granville Stanley Hall (80), Amerikaans psycholoog
- 1927 - Carl H. Eigenmann (64), Duits/Amerikaans ichtyoloog
- 1927 - Johannes Nicolaas Helstone (74), Surinaams componist en pianist
- 1933 - Felix Adler (71), Amerikaans filosoof
- 1939 - Louis Trousselier (57), Frans wielrenner
- 1945 - Wim Eggink (24), Nederlands verzetsstrijder
- 1945 - André de Kerchove de Denterghem (59), Belgisch diplomaat en politicus
- 1945 - Anton de Kom (47), Surinaams nationalist
- 1948 - Manuel Ponce (65), Mexicaans componist
- 1948 - Jāzeps Vītols (84), Lets componist
- 1952 - Hendrik Kramers (58), Nederlands natuurkundige
- 1954 - Guy Mairesse (43), Frans autocoureur
- 1957 - Andries Cornelis Dirk de Graeff (84), Nederlands politicus
- 1957 - Maria Elisabeth Hesselblad (86), Zweeds kloosterzuster
- 1957 - Joop Kamstra (51), Nederlands atleet
- 1959 - Jef van Hoof (72), Belgisch componist
- 1960 - Max von Laue (80), Duits natuurkundige
- 1960 - Jan Musch (84), Nederlands toneelspeler en -leider
- 1961 - Piet van der Hem (75), Nederlands kunstenaar
- 1964 - Lou Dijkstra (54), Nederlands schaatser
- 1964 - Gerhard Domagk (68), Duits medicus
- 1966 - Josef Dietrich (73), Duits militair
- 1967 - Cor Alons (74), Nederlands architect en vormgever
- 1967 - Enrico Dante (82), Italiaans curiekardinaal
- 1967 - Vladimir Komarov (40), Russisch ruimtevaarder
- 1968 - Louis Noiret (71), Nederlands zanger, pianist, tekstschrijver en componist
- 1968 - Henri Rheinwald (83), Zwitsers wielrenner
- 1972 - Fernando Amorsolo (79), Filipijns kunstschilder
- 1973 - Louis Borel (67), Nederlands acteur
- 1974 - Bud Abbott (78), Amerikaans acteur, producent en komiek
- 1974 - Henri Johan van der Schroeff (73), Nederlands econoom en bedrijfskundige
- 1975 - William Hartnell (67), Brits acteur
- 1977 - Victor Larock (72), Waals politicus
- 1979 - Willem Gerrit Witteveen (88), Nederlands ingenieur en stedenbouwkundige
- 1980 - Alejo Carpentier (73), Cubaans schrijver
- 1981 - Margaretha van Griekenland en Denemarken (76), prinses van Griekenland en Denemarken
- 1981 - Marinus Abraham Mieras (65), Nederlands predikant
- 1982 - Ville Ritola (86), Fins atleet
- 1983 - Bert Duijker (70), Nederlands psycholoog
- 1983 - Rolf Stommelen (39), Duits autocoureur
- 1986 - Wallis Simpson (89), echtgenote van de Britse koning Eduard VIII
- 1989 - Franz Binder (77), Oostenrijks voetballer en voetbaltrainer
- 1991 - Joemjaagin Tsedenbal (74), Mongools politicus
- 1993 - Oliver Tambo (75), Zuid-Afrikaans politicus
- 1994 - Margot Trooger (70), Duits actrice
- 1997 - André Eschauzier (90), Nederlands jazzsaxofonist
- 1997 - Karel Prior (73), Nederlands presentator
- 1998 - Jaap Cramer (99), Nederlands verzetsstrijder, politicus en journalist
- 2001 - Al Hibbler (85), Amerikaans zanger
- 2001 - Josef Peters (86), Duits autocoureur
- 2001 - Leon Sullivan (78), Amerikaans geestelijke en mensenrechtenactivist
- 2001 - Johnny Valentine (72), Amerikaans professioneel worstelaar
- 2003 - Gino Orlando (73), Braziliaans voetballer
- 2004 - Estée Lauder (97), Amerikaans cosmetica-fabrikante
- 2004 - Harry van Roekel (66), Nederlands politicus
- 2005 - Francis Bay (90), Belgisch dirigent
- 2005 - Ezer Weizman (80), president van Israël
- 2006 - Erik Bergman (94), Fins componist en dirigent
- 2006 - Brian Labone (66), Engels voetballer
- 2006 - Moshe Teitelbaum (91), Amerikaans rabbijn
- 2007 - Kate Walsh (60), Iers politica
- 2008 - Jimmy Giuffre (86), Amerikaans componist, arrangeur en muzikant
- 2011 - Sathya Sai Baba (84), Indiaas goeroe
- 2012 - Nell Ginjaar-Maas (80), Nederlands politica
- 2012 - Wim Hoddes (93), Nederlands acteur
- 2012 - Aase Rasmussen (90), Deens revueartieste en radiopresentatrice
- 2013 - Pedro Romualdo (77), Filipijns politicus
- 2014 - Hans Hollein (80), Oostenrijks architect
- 2014 - Arturo Licata (111), Italiaans supereeuweling
- 2014 - Jane Peter (76), Belgisch actrice
- 2014 - Tadeusz Różewicz (92), Pools schrijver en dichter
- 2015 - Iny Driessen (54), Belgisch schrijfster
- 2015 - Sid Tepper (96), Amerikaans songwriter
- 2016 - Inge King (100), Duits-Australisch beeldhouwster
- 2016 - Billy Paul (81), Amerikaans soulzanger
- 2016 - Papa Wemba (66), Congolees zanger
- 2017 - Benjamin Barber (77), Amerikaans politicoloog
- 2017 - Xavier Corberó (81), Spaans beeldhouwer
- 2017 - Robert M. Pirsig (88), Amerikaans schrijver
- 2018 - Victor Garaygordóbil Berrizbeitia (102), Spaans bisschop
- 2018 - Henri Michel (70), Frans voetballer en voetbalcoach
- 2019 - Hubert Hahne (84), Duits autocoureur
- 2019 - Jean-Pierre Marielle (87), Frans acteur
- 2020 - Hamilton Bohannon (78), Amerikaans disco-funkartiest, slagwerker en muziekproducent
- 2020 - Tiede Herrema (99), Nederlands zakenman
- 2020 - Gerard Scholten (86), Nederlands burgemeester
- 2020 - Nic. Tummers (92), Nederlands kunstenaar, architect en politicus
- 2021 - Alber Elbaz (59), Israëlisch modeontwerper
- 2021 - Christa Ludwig (93), Duits opera- en concertzangeres en zangpedagoge
- 2021 - Robert Edward Slavin (70), Amerikaans wetenschapper
- 2022 - Josep Massot i Muntaner (80), Spaans monnik, filoloog, historicus, uitgever en essayist
- 2022 - Gerhard Track (87), Oostenrijks componist, muziekpedagoog en dirigent
- 2023 - Filip Benoot (66), Belgisch voetballer
- 2023 - Ernst Huberty (96), Duits-Luxemburgs sportcommentator en -journalist
- 2023 - Lilian Day Jackson (63), Amerikaans-Nederlands zangeres
- 2024 - Rudolf Mitteregger (79), Oostenrijks wielrenner
- 2024 - Mike Pinder (82), Brits toetsenist en zanger

## Viering/herdenking

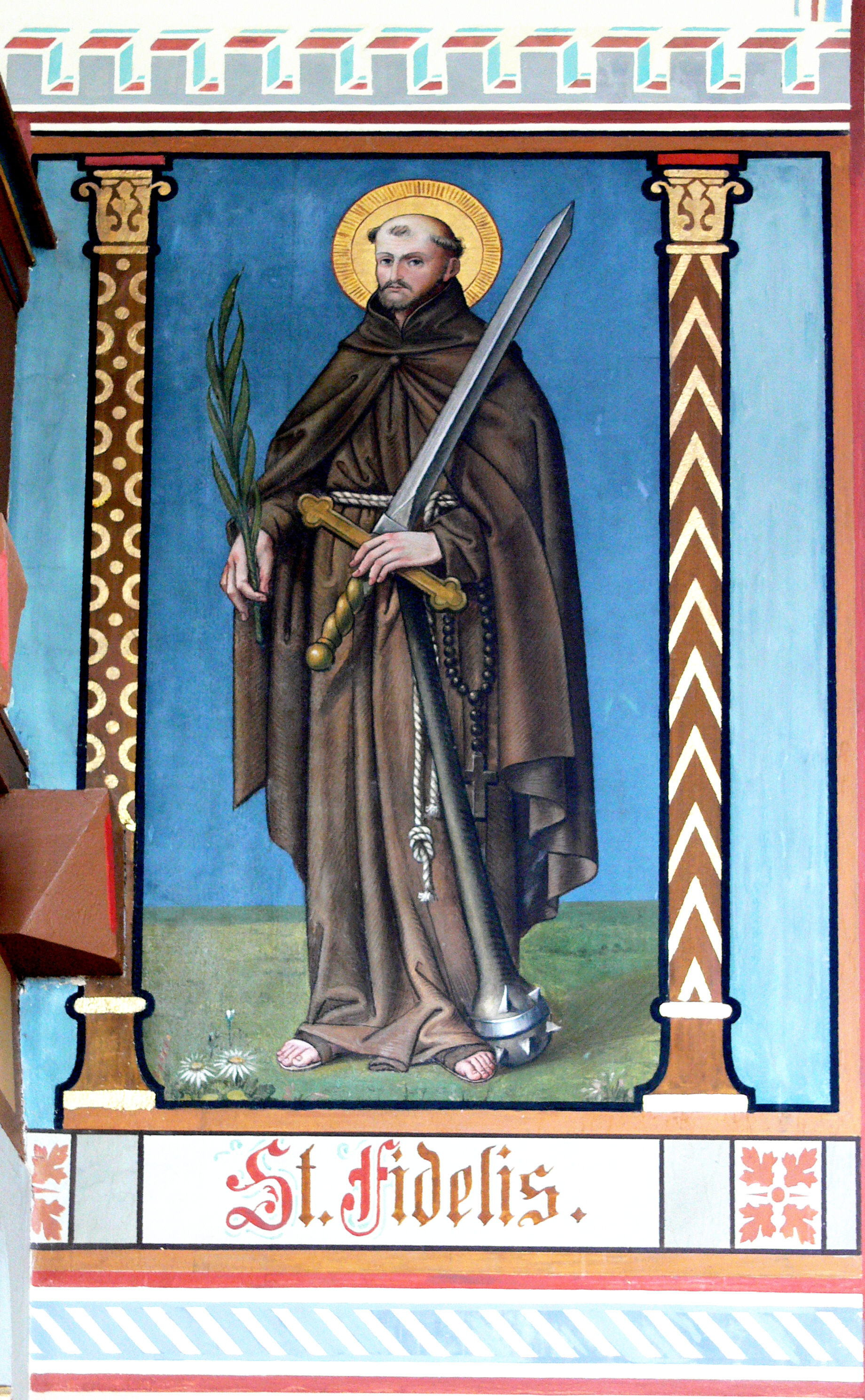
Heilige Fidelis

- Wereldproefdierendag (1979 - heden)
- Armeense genocide (1915 - 1918)
- Pasen in 1639, 1707, 1791, 1859, 2011.
- Rooms-katholieke kalender:
  - Heilige Fideel van Sigmaringen († 1622) - Vrije Gedachtenis
  - Heilige Wilfrid van York († 709)
  - Heilige Alexander (van Lyon) († c. 178)
  - Heilige Egbert van Rathmelsigi († 729) - Gedachtenis (in aartsbisdom Utrecht)
  - Heilige Maria Euphrasia Pelletier († 1868)
  - Heilige Benedictus Menni († 1914)
  - Heilige Salomé († 1e eeuw)
  - Heilige Gregorius van Elvira († c. 394)
  - Heilige Maria van Klopas († 1e eeuw)

## Weerextremen

### Nederland
| | Officiële records | Officiële records | Officiële records |      | Landelijke records | Landelijke records | Landelijke records       |
| Gebeurtenis | Jaar              | Extreem           | Locatie           | Jaar | Extreem            | Locatie            |                          |
| --- | ----------------- | ----------------- | ----------------- | ---- | ------------------ | ------------------ | ------------------------ |
| Laagste etmaalgemiddelde temperatuur (°C) | 1906              | 3,0               | De Bilt           |      | 1906               | 2,3                | Eelde                    |
| Hoogste etmaalgemiddelde temperatuur (°C) | 2011              | 17,8              | De Bilt           |      | 2011               | 19,1               | Deelen                   |
| Laagste minimumtemperatuur (°C) | 1981              | −4,4              | De Bilt           |      | 1981               | −5,3               | Deelen                   |
| Hoogste minimumtemperatuur (°C) | 1993              | 12,8              | De Bilt           |      | 1993               | 13,2               | Maastricht               |
| Laagste maximumtemperatuur (°C) | 1903              | 4,3               | De Bilt           |      | 1903               | 4,3                | De Bilt                  |
| Hoogste maximumtemperatuur (°C) | 2011              | 26,0              | De Bilt           |      | 2011               | 27,2               | Gilze-Rijen              |
| Hoogste uurgemiddelde windsnelheid (m/s) | 1947              | 16,5              | De Bilt           |      | 1947 1976 1977     | 18,0               | De Kooy Cadzand IJmuiden |
| Hoogste windstoot (m/s) | 1976              | 19,0              | De Bilt           |      | 2019               | 26,0               | Hoek van Holland         |
| Langste zonneschijnduur (uur) | 1984              | 13,4              | De Bilt           |      | 2009, 2011         | 13,7               | Twenthe                  |
| Langste neerslagduur (uur) | 1971              | 10,1              | De Bilt           |      | 1971               | 13,4               | De Kooy                  |
| Hoogste etmaalsom van de neerslag (mm) | 2014              | 33,6              | De Bilt           |      | 2014               | 33,6               | De Bilt                  |
| Laagste etmaalgemiddelde relatieve vochtigheid (%) | 1901              | 45                | De Bilt           |      | 1951               | 41                 | Maastricht               |
| Laagste uurwaarde luchtdruk op zeeniveau (hPa) | 1979              | 990,3             | De Bilt           |      | 1950               | 985,0              | De Kooy                  |
| Hoogste uurwaarde luchtdruk op zeeniveau (hPa) | 1982              | 1032,8            | De Bilt           |      | 1982               | 1033,5             | Rotterdam, Vlissingen    |
| Officiële records worden altijd gemeten op het KNMI-weerstation in De Bilt. Landelijke records kunnen worden gemeten op elk officieel KNMI-weerstation in Nederland. |                   |                   |                   |      |                    |                    |                          |

Uitzonderlijke gebeurtenissen
- 1909 - Eerste landelijke zomerse dag van het jaar gemeten in Maastricht (maximumtemperatuur ≥ 25 °C op een officieel weerstation)
- 1913 - Eerste landelijke warme dag van het jaar gemeten in Maastricht (maximumtemperatuur ≥ 20 °C op een officieel weerstation)
- 1918 - Eerste officiële warme dag van het jaar (maximumtemperatuur ≥ 20 °C in De Bilt)
- 1951 - Eerste officiële warme dag van het jaar (maximumtemperatuur ≥ 20 °C in De Bilt)
- 1951 - Eerste landelijke warme dag van het jaar gemeten in De Bilt, Eelde, Eindhoven, Gilze-Rijen, Leeuwarden, Maastricht, Schiphol, Twenthe, Valkenburg ZH, Vlissingen en Volkel (maximumtemperatuur ≥ 20 °C op een officieel weerstation)
- 1995 - Eerste officiële warme dag van het jaar (maximumtemperatuur ≥ 20 °C in De Bilt)
- 1995 - Eerste officiële zomerse dag van het jaar (maximumtemperatuur ≥ 25 °C in De Bilt)
- 2014 - Officieel maandrecord hoogste etmaalsom van de neerslag in mm van april gemeten in De Bilt: 33,6

### België
Dagrecords
- 1884 - Laagste etmaalgemiddelde temperatuur 3,3 °C
- 2011 - Hoogste etmaalgemiddelde temperatuur 19,4 °C
- 1929 - Laagste minimumtemperatuur −1,9 °C
- 2007 - Hoogste maximumtemperatuur 25,7 °C
- 1903 - Hoogste etmaalsom van de neerslag 36,6 mm. Dit is de natste dag ooit in de maand april.

Uitzonderlijke gebeurtenissen
- 1903 - Tornado in Jesseren (Borgloon), nabij Tongeren.
- 2011 - Op deze late Paasdag is Kleine-Brogel in Belgisch Limburg voor de derde dag op rij de warmste plaats van Europa met 28,5 °C.[6]

<< · 1 · 2 · 3 · 4 · 5 · 6 · 7 · 8 · 9 · 10 · 11 · 12 · 13 · 14 · 15 · 16 · 17 · 18 · 19 · 20 · 21 · 22 · 23 · 24 · 25 · 26 · 27 · 28 · 29 · 30 · >>